# رينبو فيش
رينبو فيش (بالإنجليزية: the rainbow fish)‏ هو كتاب صور للأطفال رسمه وكتبه المؤلف والمصور السويسري ماركوس بفيستر. وترجمها إلى اللغة الإنجليزية ج أليسون جيمس. ومن المعروف الكتاب لرسالته حول الأنانية والمشاركة. تم تحويل القصة المصورة بواسطة شركة «ديكود إنترتينمنت» إلى مسلسل تلفزيوني متحرك يحمل نفس الاسم، وبثته قناة إتش بي أو فاميلي التلفزيونية في الولايات المتحدة وتيليتون في كندا من عام 1999 إلى 2001.